# منتخب الأردن لكرة قدم الصالات
منتخب الأردن لكرة قدم الصالات هو ممثل الأردن الرسمي في المنافسات الدولية في كرة الصالات
.